# Marlierea sucrei
Marlierea sucrei är en myrtenväxtart som beskrevs av Graziela Maciel Barroso och Ariane Luna Peixoto. Marlierea sucrei ingår i släktet Marlierea och familjen myrtenväxter. Inga underarter finns listade i Catalogue of Life.